# Helianthus pauciflorus
Helianthus pauciflorus  es una especie de planta herbácea, perenne y rizomatosa de la familia de las compuestas. Es originaria de los Estados Unidos. 

## Descripción
Helianthus pauciflorus es una planta herbácea y perenne de hasta 2 m de altura, con hojas simples y, en general, opuestas, lanceoladas, con los márgenes serrados o enteros y el envés híspido o escabroso. Produce de uno a diez capítulos sobre pedúnculos de unos 10 a 15 cm. Las flores liguladas son de color amarillo brillante. Florece hacia fines del veranos y raramente produce frutos.